# Liste des épisodes de Père et Maire
Cet article présente la liste des épisodes de la série télévisée Père et Maire.

## Épisodes

### 2001 (saison 1)

#### Épisode 1:Le Choix d'Agathe
- Scénario : Christian Rauth et Jérôme Soubeyrand
- Dialogues : Christian Rauth
- Musique : Frédéric Porte
- Producteurs : Antoine Perset et Paul Giovanni
- Réalisateur : Philippe Monnier
- Distribution : Erik Maillet (Pilou Merlot), Anne Marivin (Agathe Villard)
- Résumé : Le Père Erwan est indigné, comment son ami Hugo, Maire de Ville-Grand, peut-il encourager ses concitoyens à fêter Halloween, fête avant tout commerciale, alors que l'on devrait se recueillir pour honorer les morts ? Dans le même laps de temps, se présente chez Erwan, Agathe Villard, jeune fille de 23 ans, que le prêtre a sauvée huit ans auparavant. Au cours de la soirée, une bande de fêtards déguisés s'apprêtent à la violer mais elle est sauvée par un homme déguisé se faisant passer pour Erwan. Ils font l'amour et la rumeur comme quoi Erwan aurait couché avec Agathe se répand.
- première diffusion :  25 février 2002

### 2002 (saison 2)

#### Épisode 2:Mariage à tout prix
- Scénario et dialogues : Xavier Bunley
- Dialogues : Christian Rauth
- Musique : Frédéric Porte
- Producteurs : Antoine Perset et Paul Giovanni
- Réalisateur : Marion Sarraut
- Distribution : Patrick Mazet (Patrick Barrot), Muriel Combeau (Nathalie Boski), Geordy Monfils (Kevin Barrot), Gabrielle Forest (Claudine),

- Résumé : Erwan et Hugo préparent le mariage de Nathalie, la demi-sœur d'Hugo, avec Patrick, le père de leur enfant. Ils ont décidé d'officialiser leur union, pour faire plaisir à leur fils Kevin, et ce, après 15 ans de vie commune. Cependant, Hugo n'aime pas beaucoup Patrick car ce dernier boit beaucoup d'alcool, et influence Nathalie. Lors du dîner, Patrick complètement ivre se dispute avec Hugo et fait des dégâts dans le jardin de la mairie. Richard Dacassin va alors se servir de cet incident pour jouer un mauvais coup à son rival.
- première diffusion : 8 avril 2002

#### Épisode 3:Chippendales
- Scénario et dialogues : Christian Rauth
- Musique : Frédéric Porte
- Producteurs : Antoine Perset et Paul Giovanni
- Réalisateur : Marc Rivière
- Distribution : Nicolas Giraud (Nino), Martine Héquet (Madame Gentiane), Sylvie Flepp (Mme Piétri)
- Résumé : Sur les conseils de son collaborateur Thibault, le maire Hugo Boski a décidé de remotiver son électorat féminin en favorisant l'organisation d'un grand banquet agrémenté d'un spectacle à l'occasion de la Journée de la femme. Thibault soutient le projet de Nino Gentiane, le fils de l'employé municipal Charles, qui souhaite monter un spectacle de Chippendales avec ses copains d'enfance. Cependant, un tel spectacle pourrait faire jaser tandis que Nino cache un secret que seul Erwan connaît : Nino est homosexuel.
- première diffusion : 28 octobre 2002

#### Épisode 4:Association de bienfaiteurs
- Scénario : Stéphane Massard
- dialogues : Christian Rauth
- Musique : Frédéric Porte
- Producteurs : Antoine Perset et Paul Giovanni
- Réalisateur : Marc Rivière
- Distribution : Thierry Beccaro (Lieutenant Lafeuille), Aladin Reibel (Émile Dubois), Bernard Alane (M. Touraine)
- Résumé : Hugo reçoit un appel sur son portable, alors qu'il est dans l'église. Pour ne pas déranger, il se réfugie dans le confessionnal. C'est le moment que choisit un homme pour venir se confesser et dévoiler son intention de se suicider. Hugo tente de le raisonner. Plus tard, l'homme se jette d'un pont mais Hugo parvient à le sauver. Il reconnaît alors Émile Dubois, un vieil ami à lui qui manifestait avec lui pendant leur jeunesse communiste. Hugo va alors l'aider car il lui doit beaucoup : Émile s'est sacrifié pour Hugo en prenant 1 an de prison à sa place..
- première diffusion : 27 janvier 2003

### 2003 (saison 3)

#### Épisode 5:Le sceau du secret
- Scénario : Stéphane Massard
- dialogues : Christian Rauth
- Musique : Frédéric Porte
- Producteurs : Antoine Perset et Paul Giovanni
- Réalisateur : Marc Rivière
- Distribution : Chick Ortega (Jacques Dufresne), Tsilla Chelton (Emilie Dufresne)
- Résumé : La tradition veut que le maire, participe à la soirée organisée pour fêter dignement le « Printemps de la musique ». Bien entendu, Hugo y participe. Soudain, un inconnu se précipite et lui assène un coup de couteau. Immédiatement soigné, le maire se trouve hors de danger. C'est alors que le père Erwan confesse un homme qui prétend être l'auteur de cette agression. Lié par le secret de la confession, Erwan part à sa recherche, pour le raisonner et lui demander de se rendre à la police.
- première diffusion : 15 mai 2012 sur TV Breizh

#### Épisode 6:Un mariage sans témoin
- Scénario : Stéphane Massard
- dialogues : Christian Rauth
- Musique : Frédéric Porte
- Producteurs : Antoine Perset et Paul Giovanni
- Réalisateur : Marc Rivière
- Distribution : Annie Mercier (Mme Cabri), Luis Marquès (Jean-Louis Lombard), Irina Ninova (Irina Poliakov), Babsie Steger (Natacha Kornikova), Gwendoline Hamon (Fanny Riccardi) Christophe Laubion (Bertrand Maréchal), Jean Dell (le banquier), Patrick Paroux (le comptable)
- Résumé  :  À la mairie, Hugo s'apprête à unir une traductrice franco-russe, Irina, et le patron de scierie de Ville-Grand, Jean-Louis Lombard lorsque le commissaire Perret interrompt la cérémonie. Jean-Louis est déjà marié avec une certaine Fanny : c'est un cas de bigamie, interdit par la Loi. Hugo comme la témoin et amie d'Irina, est convaincu de la culpabilité de Jean-Louis. En revanche, Erwan est persuadé du contraire et soupçonne un usurpateur d'avoir crée un coup-monté contre Jean-Louis.
- première diffusion : 1er décembre 2003

#### Épisode 7:Faillite personnelle
- Scénario : Florence Philipponnat
- dialogues : Christian Rauth et Florence Philipponnat
- Musique : Frédéric Porte
- Producteurs : Antoine Perset et Paul Giovanni
- Réalisateur : Marion Sarraut
- Distribution : Marie Piton (Madame Vignal), Marc Citti (Alain Vignal), Emmanuel Patron (Philippe Mignon), Quentin Ogier (Frank), Lolita Franchet (Julie), Lubna Gourion (Tiphaine).
- Résumé : La petite banque de Ville-Grand est victime d'un braquage par un homme masqué et armé d'un fusil. Les soupçons se portent sur Alain Vignal, sommelier. Surendetté, il était venu la veille proférer des menaces dans l'établissement, et possède un fusil semblable à celui du braqueur. Ce coupable tout désigné, arrange tout le monde, Vignal et sa famille sont nouveaux venus dans la région, en provenance d'Alsace, ils ont du mal à se faire accepter. Le tout pimenté par un conflit entre Hugo et Erwan, concernant une course cycliste passant à travers la ville, alors que le même jour une procession est prévue sur le même parcours. Hugo désirant supprimer la procession…
- première diffusion : 15 février 2004

#### Épisode 8:Responsabilité parentale
- Scénario : Florence Duhamel
- dialogues : Christian Rauth, Florence Duhamel, Bernard Marié
- Musique : Frédéric Porte
- Producteurs : Antoine Perset et Paul Giovanni
- Réalisateur : Vincenzo Marano
- Distribution : Émilie de Preissac (Samantha Blondeau), Nathalie Besançon (Nathalie Blondeau), Denis Braccini (Gilles Leperche), Guillaume Delorme (Nicolas), Marie-Hélène Lentini (la Juge).
- Résumé : Samantha Blondeau, aînée des trois enfants de Nathalie, a intégré une bande de jeunes et a déjà commis plusieurs actes délictueux, dont le vol d'une voiture. Plusieurs fois réprimandée par la justice, la juge décide de suspendre les prestations familiales de la famille et de placer la jeune fille, sa mère risquant de se retrouver en prison pour ne pas avoir surveillé sa fille. La juge place alors Samantha sous la tutelle d'Erwan et la condamne à effectuer un TIG à la mairie de Ville-Grand. Erwan et Hugo  découvrent que la jeune fille fait vivre un enfer à sa mère et à Gilles (le fiancé de cette dernière) pour venger son père Étienne, que sa mère a quitté avant qu'il ne meure dans un accident…
- première diffusion :  1er septembre 2004

### 2004 (saison 4)

#### Épisode 9:Retour de flammes - Entre deux feux
- Scénario : Florence Philipponat
- dialogues : Christian Rauth et Florence Philipponat
- Musique : Frédéric Porte
- Producteurs : Antoine Perset et Paul Giovanni
- Réalisateur : Gilles Behat
- Distribution : Danielle Ajoret (Madeleine Conti), Edith Perret (Mademoiselle Ponse), Charlotte Valandrey (Claire Conti), Guillaume Huet (Sébastien), Philippe Clay (Julien Daccassin, père de Richard), Ingrid Juveneton (Paola), Cécile Pallas (Christelle), Nicolas Marié (Hervé Bonnal), Bernard Rosselli (Xavier Tulard).
- Résumé : À la suite de l'incendie de la maison de retraite « les Lilas Bleus », Ville-Grand est tout chamboulé. En effet la Mairie n'a pas de place pour installer toutes les personnes âgées qui y logent. Les habitants se proposent pour les loger. Marie-France invite l'ancienne maîtresse d'école, qu'Erwan et Hugo appellent « KGB » tant elle est insupportable, le père de Daccassin (ancien maire lui aussi) va chez son fils, puis, fuit à l'auberge de l'Ours déjà complète, car il ne supporte pas que son fils ait échoué aux élections. L'auberge est occupée par des néerlandais, ainsi que par Madeleine Conti, pensionnaire elle aussi du home, et, qui n'a pas revu sa fille depuis quinze ans. Ce qui oblige Hugo et Diane à loger dans la cabane. Dans le même temps, Christelle la sœur d'Erwan, doit se rendre à New York, et demande à son frère de garder son neveu Sébastien, pour deux semaines pendant les vacances. Le garçon se lie d'amitié avec une fille de son âge, Paola, la petite-fille de Madeleine. Mais Madeleine et Claire, la mère de Paola, sont fâchées depuis 15 ans et portent un lourd secret. Erwan et Hugo vont tenter de les réconcilier.
- première diffusion : 15 septembre 2004

#### Épisode 10:Entre père et mère
- Scénario : Marie-Hélène Bizet
- dialogues : Christian Rauth et Marie-Hélène Bizet
- Musique : Frédéric Porte
- Producteurs : Antoine Perset et Paul Giovanni
- Réalisateur : Gilles Behat
- Distribution : Benedicte Roy (Madame Beauchesne), Nathalie Cerda (Lucille Martin), Stéphanie Dalmasso (Jessica Dubois),Pénélope Darnat (Amélie Dubois), Arthur Dupont (Fabien Clouzot), Fred Saurel (Mathieu Martin), Jean-Pierre Granet (le Préfet), Caroline Santini (l'employée de l'état civil).
- Résumé : Fabien Clouzot, 18 ans, apprend que son ancienne petite amie, Jessica, a accouché sous X d'un petit Paul. N'acceptant pas que son fils soit adopté, Fabien n'a plus qu'un seul objectif : faire reconnaître sa paternité. Erwan, lui promet de l'aider dans ses démarches. La mission va être dure car Fabien doit faire valoir ses droits et sa capacité auprès du juge. De son côté, Hugo doit résoudre le problème de la construction d’un nouveau foyer pour enfants abandonnés, qui est bloquée pour causes de fouilles archéologiques : le squelette de Saint-Philistin a été découvert par Marie-France.
- première diffusion :  29 septembre 2004

#### Épisode 11:Amélie
- Scénario : Florence Duhamel et Jean-Michel Tort
- dialogues : Christian Rauth, Florence Duhamel et Jean-Michel Tort
- Musique : Frédéric Porte
- Producteurs : Antoine Perset et Paul Giovanni
- Réalisateur : Patrick Volson
- Distribution : Véronick Sévère (Amélie Gibert), Natacha Lindinger (Patricia Lazare), Isabelle Leprince (Claudine Lemoine), Thibaut Corrion (Lionel Gibert), Alexandra Pandev (Félizia, la folle qui se fait passer pour une voyante gitane), Véronique Descamps (la patronne de l'institut), Herma Vos (Olga, employée de l'institut), Sophie Borgeaud (la vendeuse de vêtements), Jean-Louis Lemoigne (le médecin), Corine Colas (la Juge), Pierre Renverseau (employé de l'imprimerie qui se moque d'Amélie), Laurent Mazière (employé de l'imprimerie qui se moque d'Amélie).
- Résumé : Parce qu'elle a des kilos en trop, Amélie Gibert est victime d'un harcèlement moral et d'irrespect de la part de Patricia Lazare, sa patronne mais aussi de tous ses collègues qui se moquent d'elle en la traitant d'éléphant. Claudine Lemoine, la comptable essaie de la défendre mais elle n'ose pas s'opposer à la tyrannique Patricia Lazare. Cette situation conduit Amélie à se mettre en danger, elle est prête à tout pour satisfaire sa patronne et sait qu'elle ne peut pas quitter son travail à l'imprimerie car les personnes dites « grosses » sont souvent recalées à l'embauche. Seul le Père Erwan lui vient en aide car il était obèse pendant son enfance. Mais Hugo et Diane vont eux aussi aider Amélie à mieux s'accepter et trouver des preuves pour envoyer Patricia Lazare en prison mais aussi convaincre le frère d'Amélie, Lionel de se réconcilier avec sa sœur car il est handicapé depuis un accident de voiture et tient Amélie pour responsable car elle était au volant quand la voiture a dérapé sur une flaque d'huile. Alors qu'il craint que Richard Dacassin obtienne 20 % de signatures pour forcer la municipalité à organiser un référendum sur un chantier de parking sous l'église, Hugo va découvrir grâce à une lettre anonyme que la méchanceté de Patricia Lazare est due à un problème de jeunesse...
- première diffusion : 23 mars 2005

#### Épisode 12:Une deuxième vie
- Scénario : Murielle Magellan et Frédéric Sabrou
- dialogues : Christian Rauth et Frédéric Sabrou
- Musique : Frédéric Porte
- Producteurs : Antoine Perset et Paul Giovanni
- Réalisateur : Régis Musset
- Distribution : Anne Jacquemin (Caroline Millet), Patrick Guillemin (Raffin, le décorateur), Marc Samuel (Pierre, l'ex-mari de Caroline), Noémie Kocher (Océane, la nouvelle compagne de Pierre), Corentin Daumas (Mathias Millet), Chloé Tarka (Amandine Millet), Pierre Aussedat (Erasmus Kobern, expert EDF)
- Résumé : Durant le marché organisé devant l'église du Père Erwan, Caroline Millet, une femme de 50 ans vole une paire de chaussures qu'elle veut offrir à sa fille pour son anniversaire, et se fait renverser par la voiture d'Hugo Boski, alors qu'elle prend la fuite. Légèrement blessée, elle est soignée au presbytère par Erwan. Elle confie aux deux amis que, depuis sa séparation et sa demande de divorce avec son mari Pierre, un gérant de salle de fitness et également « coureur de jupons » à ces heures, elle a du mal à subvenir aux besoins de sa famille, car étant sans travail. Or, l'« auberge de l'Ours » est en travaux et l'entrepreneur Raffin a justement des soucis pour recruter une secrétaire… 
Le tout est agrémenté d’un conflit entre les deux compères pour l'organisation dudit marché. De plus, un hacker a piraté les ordinateurs de la mairie et achète et commande toutes sortes de choses (300 coucous suisses, une call-girl...) avec le portefeuille de la mairie.
- première diffusion : 15 mars 2005

### 2005 (saison 5)

#### Épisode 13:Votez pour moi
- Scénario : Marie-Hélène Bizet
- dialogues : Christian Rauth, Marie-Hélène Bizet et Frédéric Sabrou
- Musique : Frédéric Porte
- Producteurs : Antoine Perset et Paul Giovanni
- Réalisateur : Olivier Guignard
- Distribution : Élisabeth Vitali (Virginie Morisset), Philippe Lefebvre (Bruno Morisset), Virginie Pauc (Florence), Eliott Parillaud (Quentin), Claudine Delvaux (Colette), Bruno Chapelle (l'inventeur Papalardo), Jean-Marie Cornille (l'évêque), Richard Ecalle (le médecin des urgences), Bérangère Violet (la journaliste)
- Résumé : La campagne électorale bat son plein à Ville-Grand. Diane se joint à la liste d’Hugo en compagnie de six autres femmes. Dans le même temps, Virginie Morisset vient de se sauver d'un hôpital psychiatrique où son mari l’a fait enfermer, et se réfugie chez le Père Erwan. Ce dernier soupçonnant un internement abusif demande de l’aide à Hugo qui dans un premier temps refuse, le mari de Virginie étant son colistier no 2. Diane ne supportant pas le manque de compréhension et d'intérêt d'Hugo pour le cas de Virginie, elle se retire de sa liste et se lance dans la campagne avec les autres femmes sur une liste indépendante baptisée « Des femmes pour les femmes ». La liste d'Hugo Boski finit première aux élections, la liste de Richard Dacassin deuxième et la liste de Diane Favenec troisième, ayant ainsi droit à trois sièges dans le nouveau conseil municipal.
- Commentaires :
  - Hugo décide d'intégrer sept femmes au sein de sa liste. Puis celles-ci font sécession et présentent une liste concurrente. En 2005, la parité entre hommes et femmes lors des scrutins municipaux n'était pas systématique. Il faudra attendre 2007 pour que cette disposition devienne obligatoire (notamment dans les communes de 3 500 habitants et plus) et mise en œuvre lors des élections municipales de l'année suivante.
  - Durant la campagne électorale, Hugo va se déplacer dans une voiture écologique, la « Colzarius 800 », créée par l'inventeur Papalardo. Fonctionnant au démarrage au colza, puis à l'alcool de raisin une fois le moteur chaud, sauf en ville où les batteries électriques prennent le relais.
- première diffusion : 26 octobre 2005

#### Épisode 14:Les Liens du cœur
- Scénario : Blandine Stintzy, Laurence Dubos et Frédéric Sabrou
- dialogues : Christian Rauth, Blandine Stintzy et Frédéric Sabrou
- Musique : Frédéric Porte
- Producteurs : Antoine Perset et Paul Giovanni
- Réalisateur : Gilles Béhat
- Distribution : Laurent Hennequin (Vincent Lauzert), Nadine Alari (Catherine Bardoni), Gérard Lartigau (Francis Bardoni), Éléonore De Villeneuve (Léa), Benoît Simonpietri (Julien), Emil Abossolo-Mbo (Parlaban, capitaine des Pompiers), Bruno Guillot (Karlis), Alain Pelerin (Chauvet), Véronique Boulanger (le Juge Goliourd), Fannie Brett (Madame Dahan),
- Résumé : Erwan et Hugo se mobilisent pour faciliter la démarche d'un musicien de Ville-Grand, Vincent Lauzert, qui souhaite continuer l'éducation de ses deux enfants Julien et Léa, à la suite du décès prématuré de leur mère Sandrine. En effet les parents de Sandrine , Mr et Mme Bardoni, qui n'ont jamais connu leurs petits-enfants ont obtenu du tribunal de Nice l'autorisation de garde de Léa (la fille que Sandrine  a eu d'une première union, et devenue orpheline à la suite du décès de son père lors d'un règlement de comptes entre voyous), d'autant que le grand-père est un avocat niçois particulièrement borné. Erwan, avec la complicité de Marie-France, cache les enfants et leur père en forêt. Pour compliquer l'affaire, deux criminels agressent Erwan dans son église : ils sont à la recherche de Vincent qui aurait caché des diamants, butin d'un hold-up. 
Dans le même temps, à la suite des élections, Diane Favenec, nouveau membre de la municipalité se plaint auprès du Maire Hugo Boski (son compagnon) qu'elle est cantonnée dans des activités de peu d'intérêts et lui demande d'autres fonctions. Pour tout arranger, les pompiers occupent le bureau du Maire pour manifester contre le manque de personnel volontaire. Hugo se voit dans l'obligation de rejoindre les volontaires pompiers et Dacassin, pour ne pas être en reste, rejoint aussi la caserne.
- Commentaires :
  - Dans cet épisode, Marie-France apparaît au volant de sa voiture en chantant un air de La Périchole de Jacques Offenbach : « Ô mon cher amant ».
- première diffusion : 25 janvier 2006

#### Épisode 15:L'Ami perdu
- Scénario : Stéphane Massard et Marie-Hélène Bizet
- dialogues : Christian Rauth
- Musique : Frédéric Porte
- Producteurs : Antoine Perset et Paul Giovanni
- Réalisateur : Laurent Lévy
- Distribution : Jean-Marie Cornille (Monseigneur l'Evêque), Gaëla Le Devehat (Camille), Franck Gourlat (Louis Lorca), Caroline Baehr (Stéphanie Lorca), Sylvain Pierre (Raphaël), Caroline Mudry-Salignac (Sarah), Pierre Renverseau (le barman Gérard), François Darconnat (le journaliste Enzo).
- Résumé : Le Père Erwan, au téléphone avec son ami Hugo, est agressé dans son église, par un inconnu qui dérobe un tableau représentant saint Anselme. Le prêtre, qui a sombré dans le coma, est emmené d'urgence à la clinique Dacassin. Hugo, qui cherche à retrouver le coupable, porte ses soupçons sur Louis Lorca, un restaurateur d'œuvres d'art, aperçu par Marie-France, sortant de l’église et ayant rencontré Erwan auparavant pour travailler avec lui. Lorca niant être le coupable, seul le témoignage d'Erwan pourrait l’innocenter. Or, Erwan, qui vient de se réveiller, est amnésique. Il ne se souvient même pas qu'il est prêtre, ne se souvient plus d'Hugo et va même commencer une histoire d'amour avec Camille, une enquêtrice anti-cybercriminalité. De plus, la femme de Lorca va bientôt accoucher et un mouvement de soutien à ce dernier manifeste à la mairie et dans l'église.
- première diffusion : 5 avril 2006

#### Épisode 16:Une seconde chance
- Scénario : Florence Duhamel et Jean-Michel Tort
- dialogues : Christian Rauth
- Musique : Frédéric Porte
- Producteurs : Antoine Perset et Paul Giovanni
- Réalisateur : Pascal Heylbroeck
- Distribution : Michel Albertini (Nicolas Borel), Vincent Jouan (Pierre Garouche), Michel Crémadès (Gaëtan Valero), Vanessa Valence (Charlotte Garouche), Philippe Sollier (Bruno Rodier), Pierre Schlumberger (Vincent Garouche), Jean-Luc Mimo (Michel Blancart), Daniel Crumb (la concierge du collège), Claude Andrzejewski (Ravzan), Franck Beckmann (le gardien de prison), Ticot (le flic), Sophie Fougère (la contrôleuse de viande).
- Résumé : Pierre Garouche, juste sorti de prison, se prépare à retrouver son fils qu’il n a pas revu depuis l'âge de huit ans. Ancien détenu, Pierre travaille chez Nicolas Borel, un boucher industriel qui embauche des ex-taulards leur offrant ainsi une nouvelle chance pour changer de vie. Cependant, Pierre est accusé d'un vol au sein de l'entreprise, mais qu’il n'a pas commis. Il prend la fuite, et, aidé par Erwan, se cache en attendant de retrouver le coupable. Erwan obtient l'aide de son ami Hugo pour éclaircir cette affaire. Hugo quant à lui est stressé par un rendez-vous qu'il doit avoir avec l'inspecteur de la Cour des comptes régionale qui vient contrôler la comptabilité et la gestion de la mairie : la municipalité ayant versé une subvention à une association fondée par Erwan et lui-même. Sur la route, Hugo a un léger accident avec un homme qui lui a coupé la priorité au volant. Il s'emporte, traite l'homme d'abruti et lui fait la leçon sur la pédale de gauche et de droite. Mais l'homme en question n'est autre que Monsieur Gaëtan Valero, l'inspecteur de la Cour des comptes. Diane remarque que Valero est homosexuel et ami depuis trente ans avec Richard Dacassin par le biais d'un club de randonnée. Hugo demande à son secrétaire Thibault de faire du charme à Valero, pour tenter de l'amadouer, ce qui fonctionne très bien...
- première diffusion : 19 avril 2006

### 2006 (saison 6)

#### Épisode 17:Nicolas
- Scénario : Emmanuelle Chopin et Éric Prungnaud
- dialogues : Christian Rauth
- Musique : Frédéric Porte
- Producteurs : Antoine Perset et Paul Giovanni
- Réalisateur : Pascal Heylbroeck
- Distribution : Sébastien Knafo (l'abbé Nicolas Janvier), Christian Brendel (Maître Barri), Nicky Marbot (Marc Boileau), Marie Arnaudy (Carole Boileau), Patrick Zard (le juge Colin), Jean-Marie Cornille (Monsieur l'Évêque), Alain Zef (Yannick), Wilfred Benaïche (Djino), Manu Ambroise (Kevin), Jacques Develay (le journaliste Darras), Jean-Pierre Mesnard (le chef cuisinier), Jean-Philippe Mesmain (le chef pâtissier), Marc Legras (le critique gastronomique), Stéphane Russel (le boucher râleur), Gérald de Montleau (Jean de la Minardière).
- Résumé : Hugo Boski est inconsolable de la disparition de son ami le Père Erwan à la suite d'un accident de la route. Mais d'autres soucis ne lui laissent pas trop de temps pour se lamenter. Accueillir le nouveau curé, l'abbé Nicolas Janvier, qui 16 ans auparavant, était un petit délinquant de la « Cité des Lilas » dans la banlieue de Ville-Grand et qui a donné du fil à retordre à Hugo. D'autre part, à la suite d'un accident de bicyclette de leur fils Benjamin, Marc et Carole Boileau déposent plainte contre Hugo car le garçon a dérapé sur des serpentins qui aurait dû être enlevés par les éboueurs. Le couple suit les conseils de Maître Barri, un avocat véreux récemment installé de Ville-Grand qui est ami avec Djino, un truand à qui Marc Boileau doit beaucoup d'argent et dont la bande est composée de dangereux malfrats. Sur ces faits, Hugo est arrêté et mis en examen ; il démissionne de la mairie. À la suite d'une élection municipale, sa compagne Diane Favenec est élue maire de Ville-Grand, et Hugo, libéré en attendant la décision de justice, se voit contraint de gérer l'Auberge de l'Ours et, dans le même temps, tout faire pour se sortir de ce « guêpier » avec l'aide du nouveau curé.
- première diffusion : 3 janvier 2007

#### Épisode 18:Mariage à trois
- Scénario : Marie-Hélène Bizet et Frédéric Sabrou
- Adaptation : Marie-Hélène Bizet, Frédéric Sabrou et Christian Rauth
- dialogues : Christian Rauth
- Musique : Frédéric Porte
- Producteurs : Antoine Perset et Paul Giovanni
- Réalisateur : Patrick Volson
- Distribution : Jean-Marie Cornille (Monsieur l'Evêque), Michel Scotto di Carlo (Paul Roussel), Florence Maury (Mathilde Roussel), Apoline Cros (Morgane Roussel), Octavie Cros (Camille Roussel), Brigitte Bémol (Suzy Vallon / Roussel), Jules Rouxel (Camille Roussel), Etienne Coudert (Morgan Roussel), Hervé Falloux (le Docteur Saffar), Maëlle Genet (Sonia Lesperoux), Thomas Blanchet (le jeune homme à la tarte à la crème).
- Résumé :  Hugo et Nicolas sont en voiture à la recherche du garage où le dépanneur a déposé la voiture de Nicolas, à la suite d'une panne. Une sempiternelle altercation éclate entre eux à propos de l'itinéraire. Ils s'arrêtent à un carrefour et Hugo descend pour lire les multiples panneaux directionnels.  Soudain, trois individus cagoulés surgissent d'un véhicule et éjectent Nicolas de la voiture d'Hugo. Un autre automobiliste, Paul Roussel, qui arrive sur les  lieux, se fait lui aussi agresser et voler sa voiture. Nicolas et Hugo l'accompagnent au commissariat pour porter plainte. Paul Roussel négociant en vin, se voit contraint par le commissaire Perret de subir un examen avec un alcootest. Perret constatant que Paul Roussel a un taux d'alcool trop élevé le garde en cellule de dégrisement. Paul est autorisé à passer un coup de téléphone à son épouse Mathilde pour la rassurer. Mais la communication est interrompue, Mathilde décide de se rendre au poste de police. De suite, le téléphone sonne et c'est Hugo qui prend la communication. La personne s'annonce comme étant l'épouse de Paul, mais, se prénomme Suzy. Elle demande à Hugo de pouvoir parler à son mari, ce qui lui est refusé. Elle décide de se rendre au poste de police. Hugo, à la suite de cet incident découvre que Paul Roussel mène une double vie avec Mathilde Roussel et Suzy Roussel/Vallon sa deuxième épouse, chacune ayant deux enfants de Paul. Suzy et Paul ont deux fils, Morgan et Camille, ce dernier étant atteint de l'anémie de Fanconi qui pourrait lui être fatale. Les parents attendent des résultats de compatibilité pour une greffe de moelle, le résultat est négatif. Mathilde et Paul ont deux filles, Morgane et Camille et attendent un bébé qui devrait naître dans quinze jours. Hugo et Nicolas envisagent une compatibilité de donation entre les frères et sœurs, ce qui s'avère pas possible. Un dernier espoir existe, prélever des cellules souches sur le cordon ombilical du bébé que Mathilde va mettre au monde, selon une étude d'un docteur que Nicolas a trouvé sur Internet. Le hic, Mathilde et Suzy ne sont pas au courant de l'existence de l'autre. Hugo et Nicolas vont se dévouer pour porter aide et assistance aux deux ménages.
- première diffusion : 4 juin 2007

### 2007 (saison 7)

#### Épisode 19:Poids plume
- Scénario : Marie-Hélène Bizet avec Éric Prungnaud
- dialogues : Christian Rauth
- Musique : Frédéric Porte
- Producteurs : Antoine Perset et Paul Giovanni
- Réalisateur : Pascal Heylbroeck
- Distribution : Florence d'Azémar (Lise Clément), Garance Lamare (Alexia Clément), Manuel Gélin (Denis Clément), Louise Audier (Céline Merlot), Anthony Bedard (Virgile Carout), Mata Gabin (Lili), Franck Jolly (Bernard Marchand), Paul Bandey (Charles Mac Cauley), Bruno Chapelle (Papalardo), Mathilde Wambergue (Isabelle, la sélectionneuse), Jeff Bigot (Dr. Gourevitch), Jean-Marie Cornille (Monseigneur l'Evêque), Sarah Matthews (Miss Mac Kelly), Freddy Nail (Mr. Martinot), Corinne Pougnaud (la journaliste TV), Philippe Jacquet (le professeur de cornemuse), Cindy Montalescot (Alexia Clément à 10 ans).
- Résumé : Lors de l'inauguration du nouveau Palais des sports, Hugo et Nicolas rencontrent Alexandra Clément, une adolescente de 17 ans, qui vient d'intégrer l'équipe de France de gymnastique rythmique. Hugo Boski voit tout bénéfice pour sa commune. Mais lors de la remise de la médaille de la ville, Alexandra est victime d'un malaise et doit être hospitalisée. Pour Dacassin, Alexandra présente des signes d'anorexie. Le père Nicolas s'inquiète lui aussi, Hugo, lui ne comprend pas tout de suite le danger. Les parents aveuglés par le succès de leur fille, ne veulent pas comprendre, et nient l'évidence. Nicolas avertit les médecins de la fédération qui viennent contrôler l'état de santé d'Alexia, qui constatent effectivement sa mauvaise santé et la disqualifient de l'équipe de France. L'anorexie d'Alexia cache en réalité un lourd secret familiale : la jeune fille n'a jamais connu son vrai père. Lili, l'entraineuse de l'équipe, en informe Bernard Marchand propriétaire et patron du groupe « Ludo Planète » sponsor de l'équipe, et financier principal du Palais des sports, qui se trouve être justement le vrai père de la jeune fille. Ce dernier, décide d'envoyer un émissaire, Monsieur Virgile Carout, avec pour devoir de faire pression sur la commune pour la faire réintégrer l'équipe de France ou il retire leur sponsoring. 
D'un autre côté, la municipalité doit faire face à l'organisation d'un jumelage avec une commune d'Écosse, et la visite d'une délégation et de la Maire de la ville en question qui est depuis peu devenue Ministre. Le commissaire Perret est responsable de la sécurité avec un homologue tout droit arrivé d'Écosse.
- première diffusion : 3 septembre 2007

#### Épisode 20:Un plus petit que soi
- Scénario : Séverine Jacquet et Frédéric Sabrou
- dialogues : Christian Rauth
- Musique : Frédéric Porte
- Producteurs : Antoine Perset et Paul Giovanni
- Réalisateur : Pascal Heylbroeck
- Distribution : Lisa Cipriani (Manon Rousseau), Jean-Michel Tinivelli (le Père Gaétan), Jean-Christophe Lebert (Franck Rousseau), Emma Colberti (Sabine Vogel), Sheila O'Connor (Béatrice Ribeiro), Antoine Lepiller (Guillaume), Guillaume Coulon (Mattéo), Peter Hudson (Steven Kennedy), Jean-Marie Cornille (Monseigneur l'Evêque), Simon Gaboriaud-Cohen (Paul Ribeiro), Olivier Chenevat (Martin Kessel), Patrick Hauthier (Jean-Yves Levain), Olivia Lancelot (la Juge), David Pougnaud-Barillon (Le psychologue), Bruno Chapelle (Papalardo), Corinne Pougnaud (la journaliste), Philippe Mazère (Dr Jouvet - Orthodontiste), Richard Ecalle (le Kiné).
- Résumé : Franck Rousseau, un brillant architecte, a été victime d'un accident vasculaire  cérébral qui lui a fait perdre son emploi. Pour tout arranger, son ex-femme Sabine, avec laquelle il partage la garde alternée de leur fille Manon, estime qu'il n'est plus en mesure de s'occuper d'elle et souhaite l'emmener à Boston avec son nouveau fiancé, Steven Kennedy, un riche homme d'affaires américain. Nicolas tente de convaincre Hugo et surtout la juge aux affaires familiales que Franck à encore la capacité de s'occuper de sa fille. Manon ne veut pas être séparée de son père, de plus que l'état de santé mentale du père se dégraderait s'il vivait sans sa fille. D'un autre côté, un missionnaire, le Père Gaëtan, débarque à Ville-Grand dans le but de recevoir une subvention de la commune, soi-disant pour aider les indigènes d’un pays africain. Avec un 4X4, des cours de mécanique et des tours de magies, il parvient à intéresser les jeunes de la cité des Lilas et les motive pour les emmener avec lui pour sa mission humanitaire. Mais le Père Nicolas (qui a vécu aux Lilas et connaît très bien les jeunes), jaloux du succès de ce curé magicien, soupçonne ce dernier d'être un imposteur...
- première diffusion : 11 février 2008

#### Épisode 21:Ah, La famille!
- Scénario : Florence Duhamel, Jean-Michel Tort et Christian Rauth
- Adaptation et dialogues : Christian Rauth
- Musique : Frédéric Porte
- Producteurs : Antoine Perset et Paul Giovanni
- Réalisateur : Pascal Heylbroeck
- Distribution : Jean-Marie Cornille (Monseigneur l'évêque), Pauline Serieys (Mila Sofia Stefanel née Stanovitch), Florence Darel (Marie-Agnès Stefanel), Jean-Baptiste Marcenac (Martin Stefanel), Geneviève Boivin (Diana Divac), Zacharie Chasseriaud (Rémi Stefanel), Jean-Charles Deval (Olivier Stefanel), Marie-Hélène Lentini (la juge), Marc Legras (le préfet), Zoé Flaut (la femme du Préfet), Jean-Pierre Mesnard (le chef cuisinier), Frédéric Lorber (Le patient), Macha Béranger (Etienne, prostitué travesti qui se confesse).
- Résumé : Mila Sofia Stanovitch, petite orpheline originaire de Serbie, va être officiellement adoptée par l'ophtalmologiste Martin Stefanel et toute sa famille : sa femme Marie-Agnès qui est très croyante et leurs deux fils Rémi, heureux d'avoir une sœur et Olivier, qui ne voit pas d'un bon œil l'arrivée de Mila dans la famille. Mais, l'administration leur apprend que les autorités serbes viennent de retrouver une parente de la jeune fille : Diana Divac, une avocate québécoise qui serait sa tante directe, et qui est candidate aux élections pour la députation dans son pays. L'adoption est compromise. Mila se confesse au Père Nicolas et lui apprend que son père biologique est Martin Stefanel, qui a connu sa mère lors d'un déplacement humanitaire en Serbie. Prenant conseil auprès de son Évêque, ce dernier l'encourage à trouver une solution pour qu’Hugo découvre la vérité sans devoir trahir le secret de la confession. Dans le même temps, Hugo propose au Préfet d'organiser un salon de la Gastronomie Bio. Lequel Préfet doit partir avec son épouse pour une semaine en Angleterre. Madame la Préfète est chagrinée, elle ne peut emmener sa chienne, « Zizi » un chihuahua. Pour favoriser l'accord du Préfet à l'organisation de son salon gastronomique, Hugo se propose pour garder l'animal pendant leur absence mais Diane est allergique aux chiens. De plus, la tante québécoise de Mila est plus qu'ambitieuse...
- Commentaires :
  - jusqu'en février 2000, le Royaume-Uni imposait une quarantaine de six mois aux animaux de compagnie rentrant sur son territoire. .
  - la Préfète révèle que le nom de sa chienne lui vient de son admiration pour la danseuse Zizi Jeanmaire.
  - il est également fait référence au joual, le parler québécois.
- première diffusion : 10 mars 2008

### 2008 (saison 8)

#### Épisode 22:Miracle à Ville-Grand!
- Scénario : Pierre-Yves Lebert
- Adaptation et dialogues : Pierre-Yves Lebert
- Sujet original : François Uzan et Éric Verat
- Musique : Frédéric Porte
- Producteurs : Antoine Perset et Paul Giovanni
- Réalisateur : Laurent Lévy
- Distribution : Jean-Marie Cornille (Monseigneur l'évêque), Canis Crevillen (Claire Boisselier), Olivia Brunaux (Irène Boisselier), Frédéric Maranber (Vincent Boisselier), Karine Lyachenko (Martine Baracco), Jean-Luc Borras (Alain Baracco dit Linou), Stéphane Boutet (le Père Frédéric), Rémy Roubakha (le Père blanc 1), Daniel Crumb (le Père blanc 2), Jean-Pierre Bodin (Monsieur Madeleine), Jérôme Thibault (le journaliste TV), Régina Welk (la journaliste).
- Résumé : À Ville-Grand, on inaugure le bassin d'ornement après sa rénovation. Claire, une jeune fille de quinze ans, paraplégique, tombe accidentellement dans l'eau avec son fauteuil roulant. Elle se remet toute seule debout. Aidés par les parents de la jeune fille, de la presse, et, surtout par les autorités, tout le monde croit à un miracle, tant et si bien que les touristes affluent à Ville-Grand, au grand avantage des commerçants et d'une partie de la municipalité qui y voient une manne non négligeable. Même le Vatican envoie des émissaires. En fait, même si la jeune fille a bien été paralysée durant cinq ans à la suite d'une maladie virale, elle remarche depuis six mois et simule son handicap, secret qu'elle a confié au Père Nicolas qui est la seule personne en qui elle a confiance. La raison ? La peur que ses parents se séparent.
- Commentaires :
  - Dans cet épisode, on retrouve Marie-France Caput, la secrétaire du Maire Hugo Boski, qui a rompu ses vœux, alors qu'elle était entrée dans les Ordres après le décès tragique du Père Erwan.
- première diffusion : 1er décembre 2008

### 2009 (saison 9)

#### Épisode 23:La Passion de Marie-France
- Scénario : Catherine Monroy, Brigitte Peskine et Loïc Belland
- Adaptation et dialogues : Loïc Belland
- Dialogues additionnels : Christian Rauth
- Sujet original : François Uzan et Éric Verat
- Musique : Frédéric Porte
- Producteurs : Antoine Perset
- Réalisateur : Pascal Heylbroeck
- Distribution : Jean-Marie Cornille (Monseigneur l'évêque), Jean-Pascal Lacoste (Nic), Gérard Rinaldi (Victor Caput), Corinne Le Poulain (Bénédicte Caput), Tony Gaultier (Rouleau), Éric Petitjean (Bertin), Mahé Frot (Catherine), Sabine Héraud (Mathilde), Maïa Commère (Lili), Marc Legras (le Préfet).
- Résumé : L'usine de chaussures, principal employeur de Ville-Grand, risque d'être délocalisée en Roumanie et les ouvriers ne sont pas contents. Ils prennent en otage leur patron Victor Caput, le père de Marie-France, la fidèle assistante Hugo. Celle-ci, copropriétaire de l'usine avec 24 % des parts, doit convaincre son père de changer ses projets. Seulement, Marie-France a l'amour en tête : lors d'un pèlerinage à Saint-Jacques-de-Compostelle, elle vient de rencontrer Nic, un jeune homme de 15 ans son cadet. Il est beau, jeune, romantique, un rien décalé et a un talent fou pour la cuisine. Le hasard aidant, Diane Boski attend une délégation de 40 Américaines, et n'a pas de chef de cuisine. Après un test, elle l'engage Nic. Cependant, des rumeurs persistantes sur les réelles motivations du jeune homme commencent à circuler à Ville-Grand
- première diffusion : 23 mars 2009

#### Épisode 24:La Reconquête
- Scénario : Christian Rauth
- Adaptation et dialogues : Christian Rauth
- Sujet original : François Uzan et Éric Verat
- Musique : Frédéric Porte
- Producteurs : Antoine Perset
- Réalisateur : Vincent Giovanni
- Distribution : Jean-Marie Cornille (Monseigneur l'évêque), Olivier Mag ((Alexis Caron), Bérénice Marlohe (Caroline Pylet), Christian Morin (Journaliste TV), Matthias Van Khache (Romain), Mike Nguyen (Tchang), Ichem Saïbi (Nadir), Julie Bataille (Mina), Caroline Anglade (journaliste mairie), Sophie Fougère (Journaliste conférence), Julia Vignali (Secrétaire de Caron), Xavier Pietre (Militant excité), Alain Raimond (journaliste conférence 2), Anne Saffore (Conseillère municipale), Amandine Pommier (serveuse), Jérôme Thibault (journaliste TV 2), Franck Beckmann (opposant), Jacques Loll (riverain).
- Résumé : La campagne électorale pour la Municipalité bat son plein. Alexis Caron, président du Conseil régional et candidat à la mairie, est sans pitié et adopte tous les moyens pour gagner. Finalement vainqueur, il démontre que seul son égocentrisme et son autoritarisme comptent. Le journal l'Aube Républicaine (affilié à Dacassin) montre Hugo Boski, maire sortant, posant sa tête sur les seins d'une jolie hôtesse de l'air dans un bar. En réalité, il était ivre, exténué par sa campagne et il s'évanouit malencontreusement sur la jeune femme. Ensuite, Diane, pensant être trompée, voit son mari en train de parler à l'hôtesse. Hugo tentait alors de retrouver la jeune femme pour qu'elle démente à la presse. Mais Diane ne veut rien savoir, elle quitte Hugo, rallie le camp de son adversaire et semble filer le parfait amour avec lui. Anéanti, Hugo décide de quitter la ville et, avec la complicité de Nicolas, part se cacher dans la cabane de son enfance, où il vit comme un ermite et ne donne plus signe de vie. Les gens sont mécontents du mandat d'Alexis Caron et une nouvelle campagne est organisée : Nicolas présente sa candidature. Mais Caron compte bien lui mettre des bâtons dans les roues, notamment en montrant le casier judiciaire du jeune prêtre lors de leur débat télévisé...
- À la fin de ce dernier épisode, Hugo Boski dit à Nicolas : « On n'en a pas fini avec eux » ; dommage que le téléspectateur, lui, en ait fini avec eux.

- première diffusion : 30 novembre 2009